# Партия влахов Албании
Партия влахов Албании (алб. Partia e Vllehëve të Shqipërisë, арум. Partia a Rrãmãnjilor di Arbinishii), ранее известная как Альянс за равенство и европейское правосудие (алб. Aleanca për Barazi dhe Drejtësi Europiane, арум. Ligãturea ti Egaliteati shi Ndrept European), — политическая партия в Албании, представляющая аромунское меньшинство страны.

## История
Решение об основании партии было принято 28 октября 2011 года в Дурресе группой энтузиастов-аромунов во главе с Валентино Мустакой, ставшим её председателем, и Кочи Янко. Для возможности юридической регистрации партии её членами была организована кампания по сбору подписей. В итоге было собрано 3899 подписей при требуемых в соответствии с албанским законодательством 3000, и 17 февраля 2012 года заявка на регистрацию партии была одобрена.
В первом после регистрации заявлении партии было обозначено, что она создана в связи с «объективной потребностью албанского общества в обновлении политического класса» в соответствии с «реалиями XXI века» и «европейской перспективой Албании». В нём также говорилось о том, что это будет правоцентристская и проевропейская политическая партия, которая сформирует коалицию с политическим образованием, победившим на парламентских выборах в Албании 2013 года, а также была отмечена катастрофическая ситуация с образованием для аромунов в Албании (в то время на территории всей страны работала лишь одна аромунская школа). В настоящее время одной из целей программы партии заявляется объединение всех аромунов Албании.
Создание партии вызвало немалые споры в греческих СМИ, в которых утверждалось, что это «приводит к тому, что они [аромуны] постепенно отрываются от своей связи с греческим обществом».
В 2021 году в Албании была зарегистрирована избирательная коалиция, в которую помимо Партии влахов вошли ещё 6 небольших политических партий страны для участия в парламентских выборах в 2021 году.
7 февраля 2025 года на пост председателя взамен ушедшего в отставку Валентино Мустаки Президиумом партии единогласно был выбран Эдмонд Петрай.